# Rue Gaston-Couté
La rue Gaston-Couté est une voie du 18e arrondissement de Paris, en France.

## Situation et accès

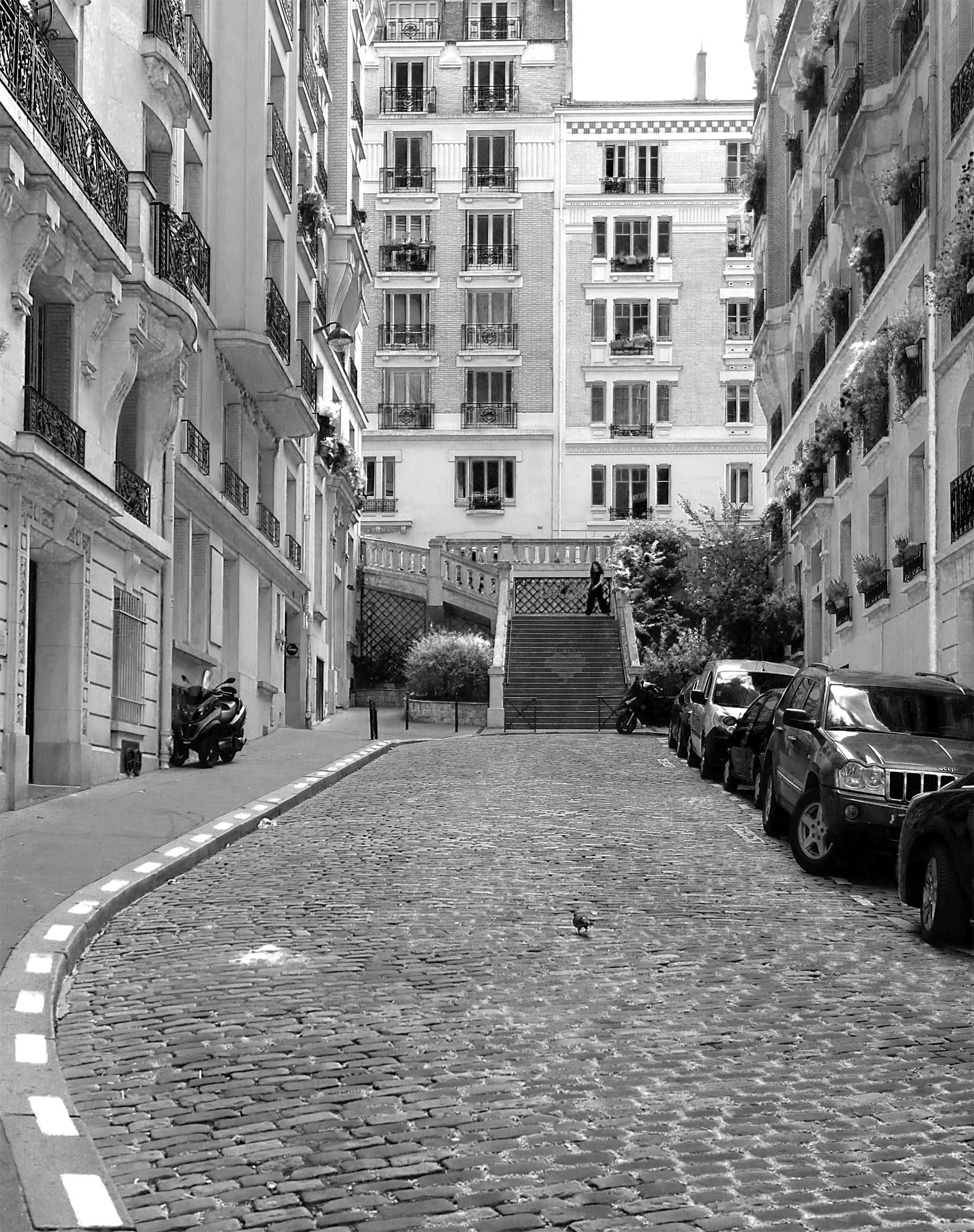
Cette voie rejoint la rue Paul-Féval par un escalier.

La rue Gaston-Couté est une voie publique située dans le 18e arrondissement de Paris. Elle débute au 12, rue Paul-Féval et se termine au 45, rue Lamarck.

## Origine du nom
Elle porte le nom du chansonnier Gaston Couté (1880-1911).

## Historique
Cette voie ouverte en 1912 sous le nom d'« avenue Lamarck » prend sa dénomination actuelle par un arrêté du 18 septembre 1957.